# Lars Dendoncker
Lars Dendoncker (* 3. April 2001 in Passendale) ist ein belgischer Fußballspieler, der bei Brighton & Hove Albion unter Vertrag steht. Sein Bruder Leander Dendoncker ist ebenfalls Fußballspieler und spielt bei den Wolverhampton Wanderers.

## Karriere

### Verein
Lars Dendoncker wurde in Passendale geboren und begann seine Karriere in seiner Heimatregion Westflandern in Roeselare. Für die KSV Roeselare spielte Dendoncker bis zum Jahr 2016, bevor er zum erfolgreichsten Verein in Belgien, Club Brügge wechselte. Nach vier Jahren wechselte er im August 2020 nach England zu Brighton & Hove Albion, bei dem der Innenverteidiger für zwei Jahre unterschrieb. Der ehemalige Brügger Jugendspieler war nur für die U23-Mannschaft vorgesehen. In der Saison 2020/21 absolvierte er für die U23 in der Premier League 2 insgesamt 17 Ligaspiele und erzielte ein Tor gegen West Ham United.
Im August 2021 unterschrieb Dendoncker einen Leihvertrag für eine Saison beim schottischen Erstligisten FC St. Johnstone. Sein Debüt für den Verein gab er im Oktober, als er bei einem 3:1-Sieg gegen den FC Dundee in der Startelf begann. Im Januar 2022 wurde die Leihe vorzeitig beendet.

### Nationalmannschaft
Lars Dendoncker spielte für zahlreiche Juniorenteams des Königlich Belgischen Fußballverbandes. Beginnend in der U15 im Jahr 2015 bis 2018 in der belgischen U19-Nationalmannschaft. Mit der U17 nahm er 2018 an der Europameisterschaft in England teil. Als Stammspieler absolvierte er alle Spiele im Turnierverlauf der Belgier und erreichte mit der Auswahl das Halbfinale.